# Comuna Pârscov, Buzău
Pârscov este o comună în județul Buzău, Muntenia, România, formată din satele Bădila, Curcănești, Lunca Frumoasă, Oleșești, Pârjolești, Pârscov (reședința), Robești, Runcu, Târcov, Tocileni, Trestieni și Valea Purcarului.

## Așezare
Comuna se află în zona Subcarpaților de Curbură, în valea Buzăului, pe malul stâng al râului, la confluența sa cu râul Bălăneasa, și avea în 2011 5654 de locuitori. Este străbătută de șoseaua județeană DJ203L, care spre sud traversează râul Buzău și duce la Măgura (DN10), iar spre nord urcă pe valea Bălănesei spre Bozioru și Brăești. Prin comună trece calea ferată Buzău-Nehoiașu, pe care este deservită de gara Pârscov și de halta Bădila.

## Demografie
Componența etnică a comunei Pârscov
     Români (90,24%)
     Alte etnii (0,2%)
     Necunoscută (9,56%)
Componența confesională a comunei Pârscov
     Ortodocși (89,59%)
     Alte religii (0,61%)
     Necunoscută (9,8%)
Conform recensământului efectuat în 2021, populația comunei Pârscov se ridică la 4.957 de locuitori, în scădere față de recensământul anterior din 2011, când fuseseră înregistrați 5.654 de locuitori. Majoritatea locuitorilor sunt români (90,24%), iar pentru 9,56% nu se cunoaște apartenența etnică. Din punct de vedere confesional, majoritatea locuitorilor sunt ortodocși (89,59%), iar pentru 9,8% nu se cunoaște apartenența confesională.

## Politică și administrație
Comuna Pârscov este administrată de un primar și un consiliu local compus din 15 consilieri. Primarul, Daniel Mihai[*], de la Partidul Social Democrat, este în funcție din 2016. Începând cu alegerile locale din 2024, consiliul local are următoarea componență pe partide politice:
|  | Partid                          | Consilieri | Componența Consiliului | Componența Consiliului | Componența Consiliului | Componența Consiliului | Componența Consiliului | Componența Consiliului | Componența Consiliului | Componența Consiliului | Componența Consiliului |
|  | ------------------------------- | ---------- | ---------------------- | ---------------------- | ---------------------- | ---------------------- | ---------------------- | ---------------------- | ---------------------- | ---------------------- | ---------------------- |
|  | Partidul Social Democrat        | 9          |                        |                        |                        |                        |                        |                        |                        |                        |                        |
|  | Partidul Național Liberal       | 5          |                        |                        |                        |                        |                        |                        |                        |                        |                        |
|  | Alianța pentru Unirea Românilor | 1          |                        |                        |                        |                        |                        |                        |                        |                        |                        |

## Istorie
La sfârșitul secolului al XIX-lea, comuna Pârscov era reședința plaiului Pârscov (înainte de unirea lui cu plaiul Slănic) al județului Buzău și era formată din cătunele Bădila, Lunca Frumoasă și Pârscov, având în total 5400 de locuitori. În comună funcționau o școală mixtă cu 50 de elevi (dintre care 7 fete) și 4 biserici ortodoxe. Pe teritoriul comunei actuale funcționau în același plai și comunele Robești și Târcov. Comuna Robești era alcătuită din cătunele Robești, Runcu și Stănilești, cu 630 de locuitori și 2 biserici. Comuna Târcov avea satele Gura Târcovului, Oleșești, Târcov și Trestieni, cu 900 de locuitori, 2 biserici și o școală.
În 1925, comuna Robești fusese desființată și inclusă în comuna Târcov, împreună cu comuna Gura Aninoasei. Comuna Târcov avea 3491 de locuitori și făcea parte din plasa Sărățelu. Comuna Pârscov era inclusă în schimb tot în plasa Pârscov, avea o alcătuire asemănătoare (doar satul Pârscov fusese despărțit vremelnic în Pârscovu de Jos și Pârscovu de Sus, ultimul fiind și reședința comunei), și avea 4256 de locuitori. În 1931, a fost temporar înființată comuna Lunca Frumoasă, fostele ei subdiviziuni, Curcănești, Pârjolești, Tocileni și Valea Purcarului, devenind sate de sine stătătoare ale acestei comune.
În 1950, cele trei comune (Pârscov, Lunca Frumoasă și Târcov) au fost incluse în plasa Cărpiniștea a regiunii Buzău și apoi (după 1952) a regiunii Ploiești; în timp, comuna Lunca Frumoasă a fost desființată și inclusă în comuna Pârscov, iar comuna Târcov a fost desființată și împărțită între Pârscov și comuna Berca. Din 1968, comuna Pârscov face parte din nou din județul Buzău.
La Pârscov funcționează o fabrica de tutun deținuta de gigantul China Tobacco, singura unitate pe care aceasta firma o deține în Europa .

## Monumente istorice

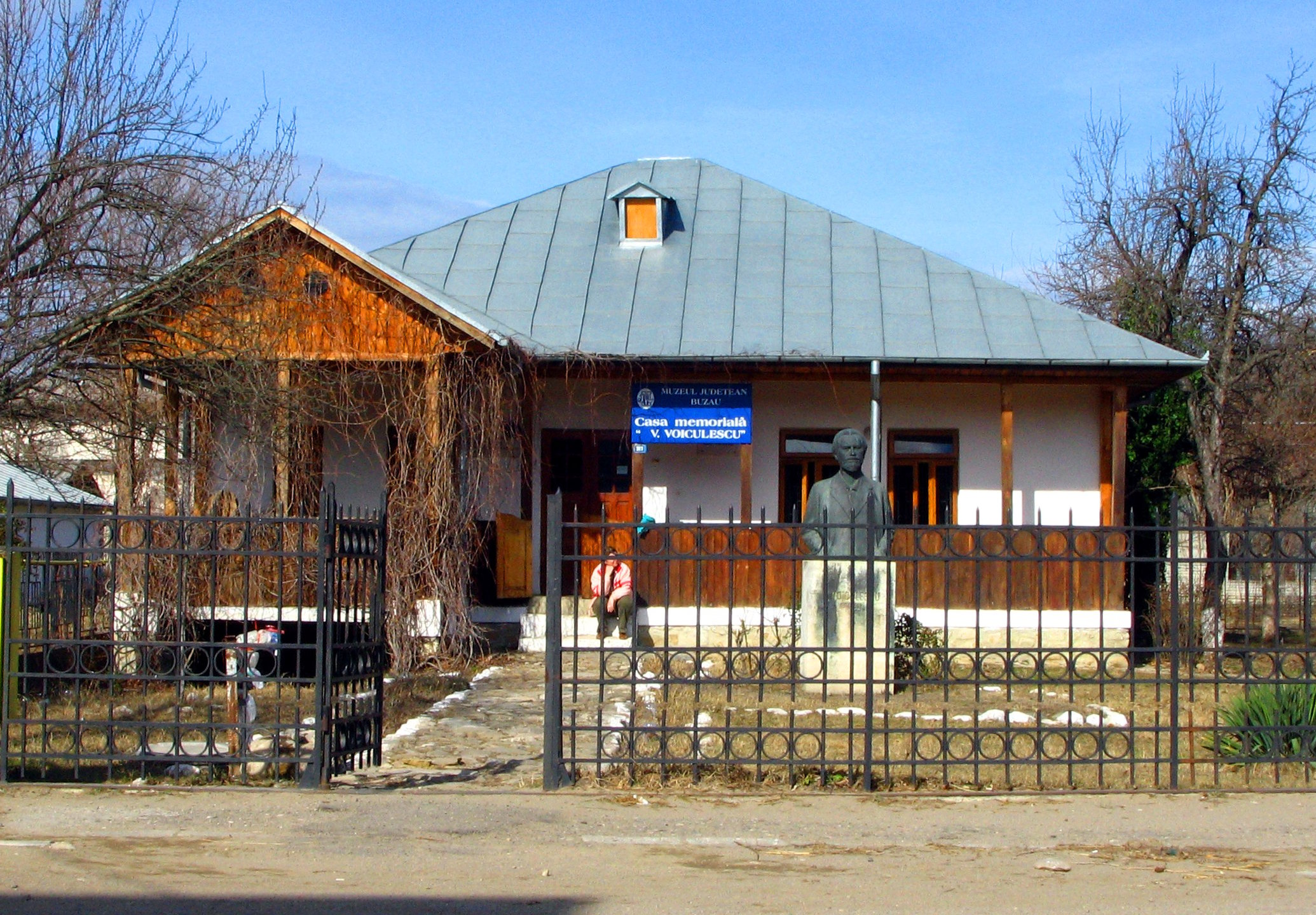
Casa memorială Vasile Voiculescu, monument memorial de interes local din satul Pârscov

Nouă obiective din comuna Pârscov sunt incluse pe lista monumentelor istorice din județul Buzău ca monumente de interes local. Trei dintre ele sunt situri arheologice. În situl de la Bădila, aflat la 2 km nord-vest de școala din sat s-au descoperit o așezare din perioada Halstatt (secolele al XII-lea–al V-lea î.e.n.) și una din epoca migrațiilor (secolele al II-lea–al IV-lea e.n.). La Pârscov, în centrul satului, se află urmele unei așezări aparținând culturii Monteoru din Epoca Bronzului (mileniile al III-lea–al II-lea î.e.n.). Al treilea sit se află la Târcov, în punctul „Piatra cu Lilieci”, el cuprinzând o așezare din Epoca Bronzului și una fortificată geto-dacică, din perioada Latène (secolul I î.e.n.).
Patru obiective sunt clasificate ca monumente de arhitectură. Biserica „Sfântul Nicolae” cu clopotnița ei, datând din 1884 se află în satul Lunca Frumoasă. Celelalte trei sunt case din satul Pârscov: una din secolul al XVII-lea în stadiu de ruine, altele două („casa cu fânar” și casa Gheorghe Tocileanu) datează din 1920.
Alte două obiective sunt clasificate ca monumente memoriale și funerare. Unul dintre ele este casa memorială Vasile Voiculescu din satul Pârscov, datând de la începutul secolului al XX-lea, iar celălalt este crucea de la Runci, datată 1793, aflată la vest de satul Runcu.

## Persoane născute aici
- Vasile Voiculescu (1884 - 1963), scriitor și medic;
- Constantin M. Drăgan (n. 1936), om de știință și profesor.